# ひどく暑かった日のラヴソング
「ひどく暑かった日のラヴソング」（ひどくあつかったひの - ）は1988年8月1日に発売された爆風スランプ11枚目のシングル。

## 収録曲
1. ひどく暑かった日のラヴソング
作詞:サンプラザ中野　作曲:パッパラー河合　編曲:爆風スランプ
日立 「MASTACS MOVIE」CMソング
映画『パンツの穴 本牧ベイでクソくらえ』主題歌
ライブなどでは、キーを下げて歌うことが多い。
エンディングがテレビ宮崎の番組ガイド「Uチェキ」のタイトルで使われた事がある。
2. 転校生は宇宙人
作詞:サンプラザ中野　作曲:Newファンキー末吉　編曲:爆風スランプ
NHK「みんなのうた」1988年6・7月使用曲。

## 収録アルバム
- HIGH LANDER (#1,2)
- 決定版!爆風スランプ大全集2 〜The Very Best Of パッパラー河合〜 (#1)
- SINGLES (#1)
- GOLDEN☆BEST 爆風スランプ ALL SINGLES (#1)